# 索萨诺
索萨诺（義大利語：Sossano），是意大利威尼托大区维琴察省的一个市镇。总面积20平方公里，人口4437人，人口密度221.9人/平方公里（2009年）。国家统计（ISTAT）代码为024102。